# Arboussols
Arboussols (em catalão:  Arboçols) é uma comuna francesa na região administrativa da Occitânia, no departamento dos Pirenéus Orientais. Estende-se por uma área de 14.08 km², com 121 habitantes, segundo o censo de 2018, com uma densidade de 8.6 hab/km².